# (5142) Okutama
(5142) Okutama ist ein Asteroid des Hauptgürtels, der am 18. Dezember 1990 von den japanischen Astronomen Tsutomu Hioki und Shūji Hayakawa an der Sternwarte in Okutama (IAU-Code 877) bei Tokio entdeckt wurde.
Der Asteroid ist nach dem Observatorium benannt, an dem er entdeckt wurde.